# Sigismundo da Borgonha
Sigismundo (morto em 524) foi rei da Borgonha de 516 até sua morte, em 524. Era filho do rei Gundebaldo, a quem sucedeu em 516. Sigismundo e seu irmão Gundemaro III foram atacados pelos filhos de Clóvis I e Gundemaro fugiu. Sigismundo foi preso por Clodomiro, rei de Orleães, que o manteve prisioneiro. Foi mantido na vila de St. Pervay la Colombe, perto de Orleães. Gundemaro juntou-se ao exército da Borgonha e retomou seu reino. Enquanto isso, Clodomiro Ordenou a morte de Sigismundo e marchou com seu irmão Teodorico I, rei de Metz, pela Borgonha em 524.
Sigismundo era um aluno de Ávito de Vienne, o bispo católico de Vienne, que converteu-o do Arianismo ao Catolicismo. Sigismundo inspirou-se ao encontrar um monastério dedicado a São Maurício em Valais em 515. No ano seguinte tornou-se rei da Borgonha. O filho de Sigismundo opôs-se ao pai em 517, e insultou sua nova esposa, então Sigismundo estrangulou-o. Daí, com remorso, Sigismundo se instalou no monastério que fundou. Em 523, ele se juntou aos burgúndios contra a invasão dos Francos por Clodomiro, Quildeberto I, Clotário I e Teodeberto I. Perdeu a batalha, colocou um hábito de monge e se escondeu em uma caverna perto da abadia. Foi capturado por Clodomiro, levado a Aureliano (hoje Orleães) e assassinado. Após isto, foi honrado pelos burgúndios como um mártir. Seus ossos foram recuperados de um poço em Coulmiers onde seu corpo foi jogado, e um santuário foi erigido. Depois, Sigismundo foi canonizado.

## Veneração
No século XIV, Carlos IV transferiu a relíquia de Sigismundo a Praga tornando-o o santo patrono da República Checa.

## Família
Casou-se em 494 com Ostrogoda, a filha ilegítima de Teodorico, o Grande (r. 474–526) com uma concubina, como parte da negociação com Teodorico para uma aliança com Sigismundo e os burgúndios. Tiveram os seguintes filhos:
- Sigerico (494/95 - 522, assassinado pelo próprio pai)
- Suavegoda (495/96 - ?) casou-se com Teodorico I da Austrásia, filho de Clóvis I
- Uma filha que se casou com Leudésio, mordomo do palácio da Nêustria. Foram os pais de Aldarico o primeiro duque da Alsácia